# Остров Сите
Остров Сите́, или Ситэ (фр. Île de la Cité [il də la site]), — один из двух сохранившихся островов реки Сены в центре Парижа и вместе с тем старейшая часть города. Бульвар дю-Пале́ делит остров на две примерно равные части, из которых восточная принадлежит 4-му городскому округу, а западная — 1-му.
Остров Сите соединён с обоими берегами и соседним островом Сен-Луи девятью мостами:
- Новый мост (единственный пересекающий остров)
- мост Сен-Луи (ведёт на остров Сен-Луи)
- мост Архиепархии (выход на левый берег)
- мост Двойного Денье (на левый берег)
- Малый мост (на левый берег)
- мост Сен-Мишель (на левый берег)
- Аркольский мост (выход на правый берег)
- мост Менял (на правый берег)
- мост Нотр-Дам (на правый берег)

Центральное местоположение острова и его многочисленные достопримечательности, входящие в первую десятку исторических памятников архитектуры французской столицы (собор Парижской Богоматери, Сент-Шапель, Консьержери и Дворец Правосудия), привлекают большое количество туристов.

## История
Сите был заселён уже в античные времена — сначала на острове обосновалось кельтское племя паризиев, затем (с 52 года до н. э.) Лютеция стала римским поселением после присоединения Галлии к Римской империи. Поселение хоть и было важным торговым пунктом, однако большого влияния в Римской империи не имело. Когда в начале VI века Хлодвиг I перенёс столицу франкского королевства в Париж, остров Сите снова приобрёл значение. Во времена правления Хильдеберта I из династии Меровингов в 540—550 годах была построена первая христианская церковь Парижа — базилика Св. Стефана, на месте которой через несколько веков был сооружён собор Парижской Богоматери.
К началу XI века для Роберта II на острове Сите был построен королевский дворец, который вплоть до XIV века оставался резиденцией французских королей. В 1244—1248 годах дворцовый комплекс был дополнен часовней Сент-Шапель, задуманной как хранилище реликвий, вывезенных Людовиком IX из Константинополя в 1239 году. По приказу Филиппа IV Красивого королевский дворец на острове был заново перестроен в 1302—1313 годах. Однако во время Жакерии 1358 года выяснилось, что дворец не может обеспечить надёжную защиту правителю, поэтому королевская семья была вынуждена переехать сначала в Отель Сен-Поль близ Бастилии, а затем в перестроенный Лувр. Карл V отдал дворцовый комплекс частично во владения парламента, выполнявшего тогда функции органа правосудия. Дворец Правосудия существует и по сей день, уже в новом здании. Оставшиеся помещения были отданы управителю дворца, консьержу, от него и произошло название Консьержери.
Помимо дворцового комплекса на острове в те времена располагались кафедральный собор, рынок, госпиталь Отель Дьё и жилые дома. Сите состоял из примерно сорока улиц, на которых были сооружены трёх- и четырёхэтажные дома, чей первый этаж был каменным, а верхние были отстроены из дерева и самана. С берегами Сены Сите был соединён при помощи 4 мостов.
В 1584 году Генрих III приказал объединить 3 маленьких острова западнее Сите и присоединить их к Сите. Таким образом площадь выросла с первоначальных 8 до 17 гектаров. На этом месте были построены площадь Дофина и частные дома. Вырученные от продажи домов деньги пошли на строительство моста, соединяющего оба берега. По иронии судьбы сегодня Новый мост является самым старым из сохранившихся мостов Парижа.
До революции в Сите, помимо собора Нотр-Дам, было до 20 церквей и до 15 000 жителей.
В XIX веке Сите претерпел большие изменения: не считаясь с исторической ценностью зданий острова, градостроитель барон Осман снёс все постройки между королевским дворцом и собором. На их месте были сооружены здания префектуры полиции и коммерческого трибунала. Также старое здание Отеля Дьё, ранее располагавшееся частично на острове и частично на левом берегу, было снесено и заменено бо́льшим (площадью 3 га) несколькими метрами дальше. Между новыми зданиями были проложены три прямые улицы, переходящие в мосты.

## Достопримечательности
- Собор Парижской Богоматери
- Сент-Шапель
- Дворец правосудия (Париж)
- Консьержери
- Площадь Дофина
- Мемориал жертвам депортации
- Больница Отель-Дьё
- Рынок цветов и птиц